# 索恩河畔阿涅尔
索恩河畔阿涅尔（法語：Asnières-sur-Saône，法語發音：[anjɛʁ syʁ son]）是法国安省的一个市镇，位于该省西北部，属于布雷斯地区布尔格区。

## 地理
索恩河畔阿涅尔（46°23'2"N, 4°52'59"E）面积4.68 平方千米，位于法国奥弗涅-罗讷-阿尔卑斯大区安省，该省份为法国东部省份，北起汝拉省，西北接索恩-卢瓦尔省，西接罗讷省和里昂大都会，南至伊泽尔省，东与萨瓦省、上萨瓦省和瑞士接壤。
与索恩河畔阿涅尔接壤的市镇（或旧市镇、城区）包括：博兹、芒济亚、奥藏、韦西讷、圣马丹贝勒罗什、瑟诺藏。

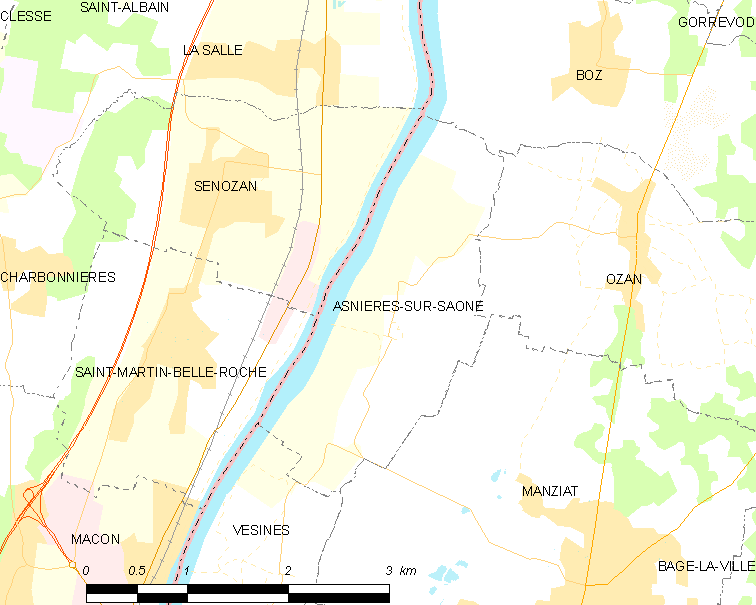
索恩河畔阿涅尔的OSM定位图

索恩河畔阿涅尔的时区为UTC+01:00、UTC+02:00（夏令时）。

## 行政
索恩河畔阿涅尔的邮政编码为01570，INSEE市镇编码为01023。

## 政治
索恩河畔阿涅尔所属的省级选区为勒普隆日县。

## 人口

1962-2008年间索恩河畔阿涅尔人口变化图示

索恩河畔阿涅尔于2022年1月1日时的人口数量为77人。